# HIFK Helsinki (ijshockeyclub)
HIFK is een ijshockeyclub in Helsinki. De ploeg speelt in de SM-liiga, de eerste klasse in het Finse ijshockey. De club maakt deel uit van de sportvereniging HIFK Helsinki. Men begon ijshockey te spelen in 1927. Ze spelen in de Helsingin jäähalli, die in het noorden van Helsinki naast het Sonera Stadium en het Olympia stadion ligt. HIFK won het kampioenschap van 2010-2011 en gaat dus als kampioen het volgende seizoen in.

## Geschiedenis
HIFK is de oudste ijshockeyclub ter wereld binnen het gebied van een metropool of een grote stad. Ze speelden hun eerste match in 1927, waarna ze in 1949 voor het eerst in de SM-liiga mochten spelen. Aangezien dit een gesloten competitie is, spelen ze hier nu nog steeds in. De club verwierf bekendheid in Finland nadat ze NHL-speler Carl Brewer een contract aanboden in 1960.

## Huidige spelers

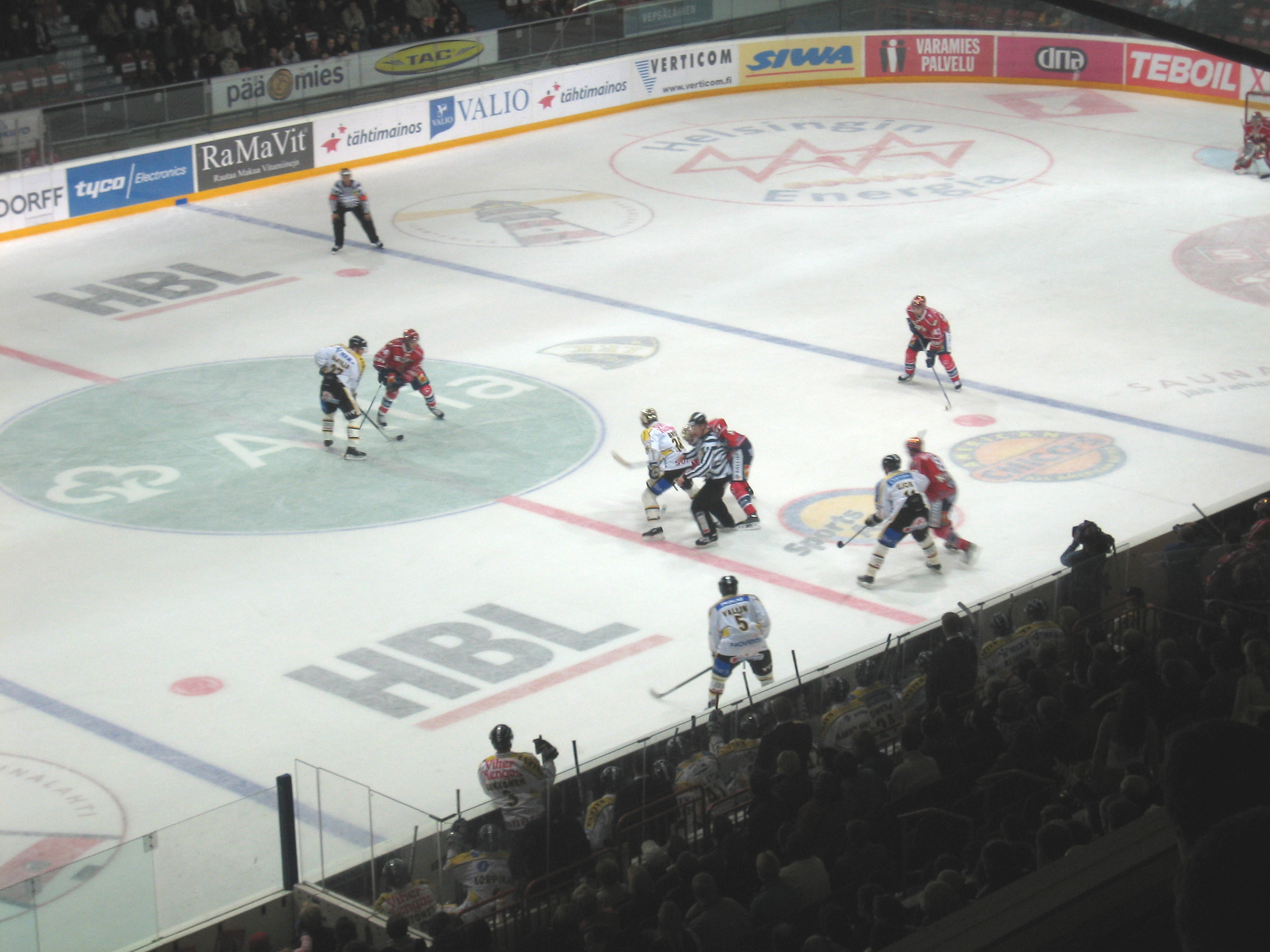
Een wedstrijd tussen HIFK en Kärpät

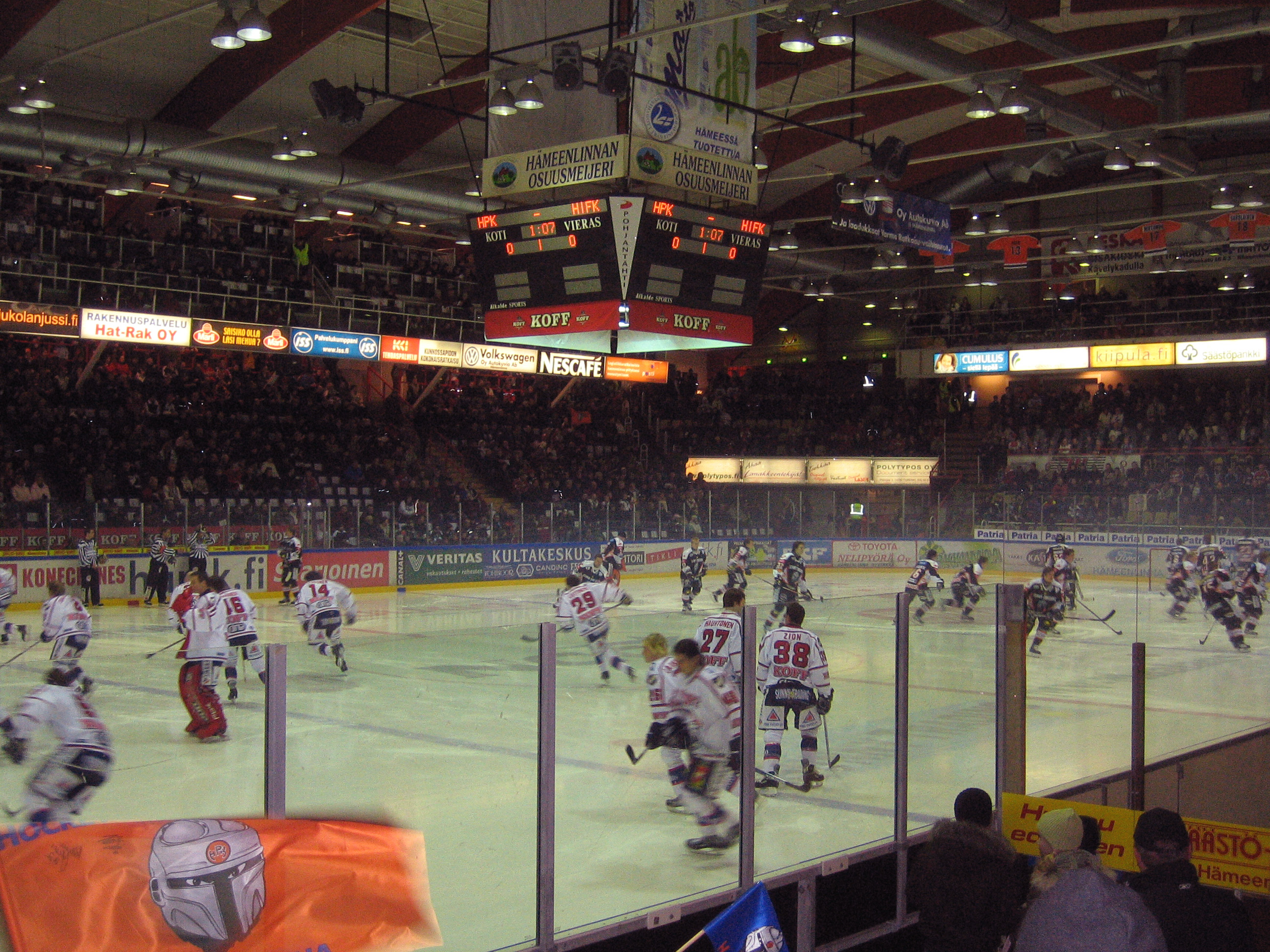
Spelers van HPK en HIFK warmen zich op voor de wedstrijd

| Doelverdedigers | Doelverdedigers | Doelverdedigers | Doelverdedigers | Doelverdedigers | Doelverdedigers   |
| Nummer          | Nationaliteit   | Speler          | Vangt met       | Contract tot    | Geboorteplaats    |
| --------------- | --------------- | --------------- | --------------- | --------------- | ----------------- |
| 34              | FIN             | Juuso Riksman   | L               | 2012            | Helsinki, Finland |
| 60              | FIN             | Jan Lundell     | L               | 2011            | Helsinki, Finland |

| Verdedigers | Verdedigers   | Verdedigers        | Verdedigers | Verdedigers  | Verdedigers           | Verdedigers |
| Nummer      | Nationaliteit | Speler             | Schiet met  | Contract tot | Geboorteplaats        |             |
| ----------- | ------------- | ------------------ | ----------- | ------------ | --------------------- | ----------- |
| 8           | FIN           | Mikko Kousa        | R           | 2011 (2012)  | Lahti, Finland        |             |
| 12          | FIN           | Markus Kankaanperä | L           | 2012         | Skellefteå, Zweden    |             |
| 15          | FIN           | Mikko Kurvinen     | L           | 2011         | Anjalankoski, Finland |             |
| 26          | FIN           | Toni Söderholm     | L           | 2012         | Helsinki, Finland     |             |
| 28          | FIN           | Roni Ahonen        | L           | 2011         | Porvoo, Finland       |             |
| 29          | FIN           | Tommi Kovanen      | L           | 2011         | Pieksämäki, Finland   |             |
| 41          | FIN           | Ilari Melart       | L           | 2011         | Helsinki, Finland     |             |
| 77          | FIN           | Martti Järventie   | L           | 2011 (2012)  | Tampere, Finland      |             |

| Aanvallers | Aanvallers    | Aanvallers         | Aanvallers | Aanvallers | Aanvallers   | Aanvallers                        |
| Nummer     | Nationaliteit | Speler             | Schiet met | Positie    | Contract tot | Geboorteplaats                    |
| ---------- | ------------- | ------------------ | ---------- | ---------- | ------------ | --------------------------------- |
| 4          | FIN           | Max Wärn           | L          | LF         | 2011         | Helsinki, Finland                 |
| 9          | FIN           | Kimmo Kuhta        | L          | RF         | 2011         | Helsinki, Finland                 |
| 11         | FIN           | Hannes Hyvönen     | R          | RF         | 2011         | Oulu, Finland                     |
| 13         | FIN           | Petteri Wirtanen   | L          | M          | 2011         | Hyvinkää, Finland                 |
| 16         | FIN           | Ville Peltonen     | L          | LF         | 2012         | Vantaa, Finland                   |
| 18         | FIN           | Robert Nyholm      | L          | RF         | 2011         | Pietarsaari, Finland              |
| 19         | FIN           | Turo Järvinen      | L          | LF         | 2011         | Espoo, Finland                    |
| 21         | FIN           | Jerry Ahtola       | L          | RF         | 2011         | Turku, Finland                    |
| 27         | FIN           | Juha-Pekka Haataja | R          | RF         | 2011         | Oulu, Finland                     |
| 32         | FIN           | Lennart Petrell    | L          | LF         | 2012         | Helsinki, Finland                 |
| 38         | FIN           | Teemu Tallberg     | L          | LF         | 2012         | Helsinki, Finland                 |
| 43         | FIN           | Joni Töykkälä      | L          | M          | 2011         | Espoo, Finland                    |
| 46         | FIN           | Teemu Ramstedt     | L          | M          | 2011         | Helsinki, Finland                 |
| 51         | USA           | Jeff Hamilton      | R          | M          | 2011         | Englewood, Ohio, Verenigde Staten |
| 57         | FIN           | Niko Piiparinen    | L          | M          | 2012 (2013)  | Helsinki, Finland                 |
| 64         | FIN           | Mikael Granlund    | L          | M          | 2011         | Oulu, Finland                     |
| 71         | FIN           | Eetu Pöysti        | R          | RF         | 2011         | Helsinki, Finland                 |
| 72         | EST FIN       | Siim Liivik        | L          | LW         | 2011         | Paide, Estland                    |

## Logo en teamkleuren
Het logovan HIFK is een cirkel met een blauwe achtergrond. Op de voorgrond staat een rode panter.
De teamkleuren zijn dan ook voornamelijk rood, met blauwe tinten en witte letters en cijfers.

## Rivaliteit
In Helsinki zijn meerdere ijshockeyclubs, en tussen deze clubs bestaat een spanning. De wedstrijden tussen deze clubs worden dan net zoals bij voetbal dan ook een derby genoemd. Een van hun grootste rivalen is Jokerit. Deze derby's zijn meestal volledig uitverkocht.

## Prijzen
In totaal werd HIFK 7 keer kampioen:
- 1968–1969
- 1969–1970
- 1973–1974
- 1979–1980
- 1982–1983
- 1997–1998
- 2010-2011